# بديعة الصقلي
بديعة الصقلي (مواليد 1944) هي سياسية مغربية، أصبحت واحدة من أول امرأتين، مع لطيفة بناني سميرز، في مجلس النواب عندما انتخبت لعضوية البرلمان في عام 1993.

## سيرة شخصية
ولدت في مدينة الجديدة عام 1944. وبدأت دراسة القانون في جامعة محمد الخامس في عام 1962 في الدار البيضاء، وانخرطت في السياسة الطلابية، وانضمت إلى اللجنة التنفيذية للاتحاد الوطني لطلبة المغرب، وبعد الاحتجاجات الطلابية في عام 1965، تم تجنيد جميع أعضاء اللجنة في الجيش باستثناءها. كما انضمت إلى حزب الاتحاد الوطني للقوات الشعبية، وتزوجت، لكن زوجها قتل بعد ثلاث سنوات في حادث سير.
بعد الانقسامات التي حدثت في الحزب عام 1975، أصبحت عضوًا مؤسسًا في حزب الاتحاد الاشتراكي للقوات الشعبية، وترأست القسم النسائي فيه، وكانت مرشحة للحزب في الانتخابات المحلية عام 1976 لكنها فشلت ولم يتم انتخابها. وبعد ذلك فشلت في الانتخابات البرلمانية عام 1977، لكنها انتخبت للمجلس المحلي في الانتخابات المحلية عام 1983.
ترشحت عن حزب الاتحاد الاشتراكي الاشتراكي للانتخابات البرلمانية عام 1993، وكانت واحدة من امرأتين تم انتخابهما لعضوية مجلس النواب، لتصبح أول امرأتين في البرلمان المغربي. وأعيد انتخابها في عام 1997، لكنها خسرت مقعدها في انتخابات عام 2002، عندما فشل حزبها في إدراجها على قائمته النسائية.